# بایکوت اسرائیل در ورزش
بایکوت اسرائیل در ورزش، به تحریم ورزشکاران اسرائیلی در مسابقات ورزشی مختلف اشاره دارد. با توجه به مناقشهٔ اعراب و اسرائیل، ورزشکاران و تیم‌های اسرائیل از مسابقات منع شده‌اند.
تعدادی از بازیکن تیم‌های فوتبال در اروپا خواستار بایکوت و تحریم ورزشکاران اسرائیلی در میزبانی مسابقات زیر ۲۱ سال جام یوفا در تابستان سال ۲۰۱۳ شدند.